# Muriqui-do-norte
O muriqui-do-norte, mono-da-cara-manchada ou mono-carvoeiro (nome científico: Brachyteles hypoxanthus), também conhecido simplesmente como mono, buriqui, buriquim, mariquim, miriqui ou muriquina, é uma espécie de Macaco do Novo Mundo, da família dos atelídeos (Atelidae) e gênero braquiteles (Brachyteles), endêmico da Mata Atlântica brasileira. Já foi considerado uma subespécie de muriqui-do-sul (Brachyteles arachnoides), sendo considerado uma espécie separada atualmente. Não é claro qual grupo de primata é mais próximo dos muriquis, mas alguns estudos apontam para uma ancestralidade comum do gênero braquiteles com o macaco-barrigudo (gênero Lagothrix).
Ocorria desde o sul da Bahia, até o sul de Minas Gerais, sendo, provavelmente, a Serra da Mantiqueira como barreira geográfica com o muriqui-do-sul. Ocorre na floresta estacional semidecidual, não sendo necessário que a floresta seja primária. Prefere ficar nos estratos mais altos da floresta, mas pode descer até o chão. Atualmente, sua ocorrência é reduzida a poucos fragmentos de floresta em Minas Gerais, Espírito Santo, Bahia e Rio de Janeiro.
É o maior primata sul-americano, chegando a pesar até 15 quilos. Possui longos braços e uma cauda preênsil, que permite a braquiação. Ao contrário do muriqui-do-sul, possui manchas esbranquiçadas na face negra, assim como um polegar vestigial. Os testículos são volumosos, consequência de um sistema de acasalamento promíscuo.
É uma espécie considerada como "criticamente em perigo" pela União Internacional para a Conservação da Natureza (UICN) e pelo Instituto Brasileiro do Meio Ambiente e dos Recursos Naturais Renováveis (IBAMA). Isso se deve principalmente a alta fragmentação da Mata Atlântica e à caça, que pode levar pequenas populações reduzidas à extinção rapidamente. Calcula-se que deva existir pouco mais de 850 indivíduos, localizados em fragmentos de floresta isolados entre si. A maior população encontra-se na Reserva Particular do Patrimônio Natural Feliciano Miguel Abdala, que tem cerca de 900 hectares. Apesar da alta fragmentação do habitat, existe uma rede unidades de conservação que se bem manejada, pode salvar a espécie da extinção. Existem poucos indivíduos em cativeiro, e apenas o Centro de Primatologia do Rio de Janeiro mantém um programa de reprodução em cativeiro.

## Etimologia
Muriqui, buriqui, buriquim, mariquim, miriqui e muriquina vêm do tupi mbïrï'ki/muri'ki e significa gente que bamboleia, que vai e vem. Também pode ser chamado de mono-carvoeiro, visto possuir uma pelagem mais clara, em contraste com mãos e faces de cor negras, lembrando os trabalhadores que queimam carvão vegetal, os carvoeiros. A partícula mono advém do espanhol e designa primatas em geral.

## Taxonomia e evolução
O muriqui-do-norte pertence ao gênero braquiteles (Brachyteles), que é um táxon monofilético da família dos atelídeos (Atelidae) e subfamília dos atelíneos (Atelinae). Foi descrito por Maximilian Alexander Philipp, príncipe de Wied, em 1820. Heinrich Kuhl, com quem o príncipe se correspondia a respeito de suas descobertas, também descreveu a espécie naquele ano. Recentemente, pesquisadores descobriram que o livro de Wied antecede o de Kuhl em pelo menos alguns dias, atribuindo a autoria da espécie ao príncipe, e não a Kuhl, como vinha sendo feito até então.
O gênero Brachyteles foi considerado inicialmente como monotípico, sendo muriqui-do-sul (Brachyteles arachnoides) a única espécie, com duas subespécies: B. a. arachnoides para as populações localizadas ao sul e B. a. hypoxanthus para as populações localizadas ao norte. Muitas evidências demonstraram que a divisão dessas duas populações era válida, mas de forma mais radical, e atualmente, as populações ao sul (o muriqui-do-sul) são uma espécie e as do norte, outra.
Estudos filogenéticos nem sempre são conclusivos quanto às relações evolutivas do gênero braquiteles com os outros atelíneos, sendo algumas vezes considerado próximo aos macacos-barrigudos (gênero Lagothrix) ou aos macacos-aranhas (gênero Ateles). Estudos mais recentes e amplos corroboram com a hipótese da monofilia entre Lagothrix e braquiteles, principalmente a partir de dados moleculares. Mesmo assim, a relação desse gênero com os outros atelíneos, não é bem resolvida, pois os dados não conseguem sustentar uma relação entre qualquer um dos gênero de forma confiável. Tal dificuldade deve-se, provavelmente, por uma diversificação muito rápida entre essas linhagens de atelíneos. Sendo braquiteles mais próximo de Lagothrix, talvez o comportamento de se manter em suspensão nas árvores evoluiu independentemente nos muriquis e nos macacos-aranhas.
Apesar de não haver registro fóssil bem documentado, a espécie provavelmente já existia no Pleistoceno. O gênero do Pleistoceno, protopiteco (Protopithecus), descoberto em Lagoa Santa, compartilhava características biogeográficas e morfológicas (como a capacidade de braquiação) o que já fez pensar que fosse o gênero de primata pré-histórico mais próximo dos muriquis. Após a descoberta de um esqueleto mais completo (Protopithecus brasiliensis), Hartwig & Cartelle (1996) mudaram de posição, considerando protopiteco como uma espécie altamente derivada de atelíneo não relacionada diretamente aos macacos-aranhas ou aos muriquis, tornando a história evolutiva dessa subfamília e consequentemente, dos muriquis, mais confusa.

## Distribuição geográfica e habitat

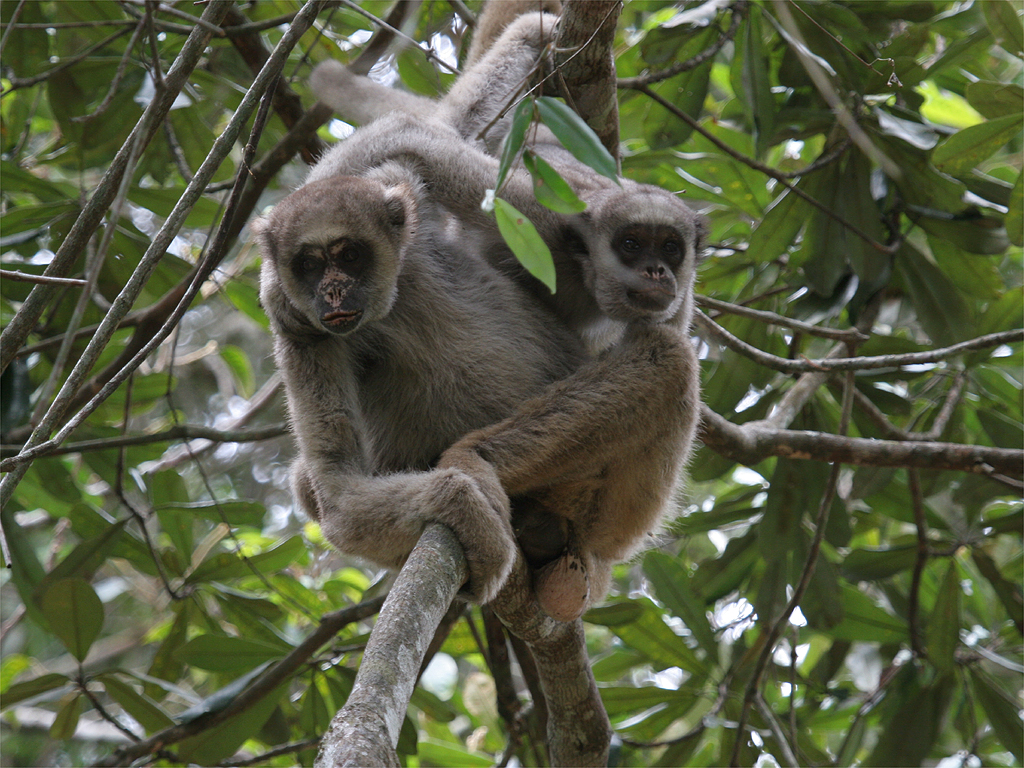
Os muriquis, apesar da semelhança morfológica com os macacos-aranhas, provavelmente são mais próximos dos macacos-barrigudos

O muriqui-do-norte é encontrado nos estados de Minas Gerais, Espírito Santo e Bahia. Recentemente, foi registrado a ocorrência da espécie no Rio de Janeiro, mas em número muito reduzido. O limite norte da espécie é o rio Jequiriçá, incluindo as florestas da margem direita do rio Paraguaçu. Não ocorre nas florestas de terras baixas do extremo sul da Bahia e norte do Espírito Santo. O limite sul não é muito claro, mas provavelmente a espécie não ocorre ao sul da Serra da Mantiqueira.
Vivem em florestas entre 600 e 1 800 metros de altitude, na Mata Atlântica, vivendo nos estratos mais altos das copas das árvores. É preponderante que as florestas possuam árvores de grande porte para serem habitadas por muriquis. Apesar de passarem a maior parte do tempo em cima das árvores, eles podem descer até o chão, principalmente em ambientes de floresta degradada. Habitam predominantemente a floresta estacional semidecidual, dando preferência por floresta primária ou em estágios avançados de regeneração, mas essa preferência parece ser somente na estação mais seca do ano. Ademais, foi reportada a presença da espécie em remanescentes de floresta altamente perturbados pelo homem.
Atualmente, sua distribuição geográfica está restrita e fragmentada, tendo quase que desaparecido do estado da Bahia, embora foi registrada uma pequena população no vale do rio Jequitinhonha, próximo a Minas Gerais. Ocorre em 12 localidades, espalhadas em cerca de 158 665 hectares, sendo que seis dessas são em propriedades particulares, e seis em áreas de proteção integral públicas. A maior população conhecida se localiza em Minas Gerais, na cidade de Caratinga, na Reserva Particular do Patrimônio Natural Feliciano Miguel Abdala.

## Descrição

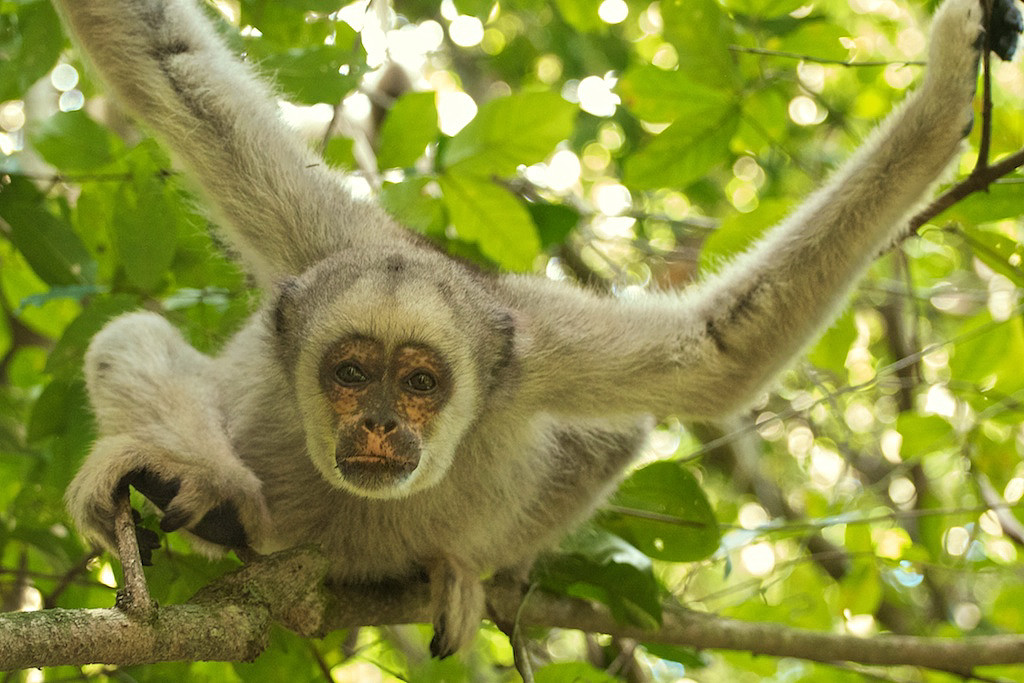
O muriqui-do-norte possui manchas esbranquiçadas na face, ao contrário do muriqui-do-sul

Os muriquis são os maiores Macacos do Novo Mundo, pesando entre 12 a 15 quilos, com o corpo medindo até 78 centímetros de comprimento e a cauda, 79 centímetros. Esses dados de peso são questionáveis, visto que são de animais em cativeiro, e dados de indivíduos em liberdade são significativamente menores do que esses: o macho, pesa em média 9,6 quilos, e a fêmea 8,3 quilos. Indivíduos do Pleistoceno, poderiam chegar a 20 quilos. Possui longos membros, e uma cauda preênsil, lembrando, nestes aspectos, o macaco-aranha. A pelagem é densa, e na maior parte das vezes é amarela-amarronzada. O muriqui-do-norte possui a face negra, com manchas esbranquiçadas, que podem ser usadas para diferenciar indivíduos, contrastando com o muriqui-do-sul, que possui toda a face de cor negra. Essas manchas aparecem quando o animal se torna adulto. Também, diferenciando das populações de muriquis ao sul, possui um pequeno polegar, mas distinguível, ao contrário da outra espécie, que não possui polegar, ou é vestigial. O dimorfismo sexual não é muito acentuado, mas os machos tendem a ser maios pesados, e apesar do comprimento do corpo ser semelhante entre os dois sexos, machos possuem membros e a cauda um pouco mais curtos. Os dados atuais, contrastam com os primeiros estudos dos muriquis, que os consideravam espécies com grande dimorfismo sexual. É notável, em indivíduos de ambos os sexos e em todas as idades, que o ventre é bastante proeminente, dando a impressão de estar inchado.

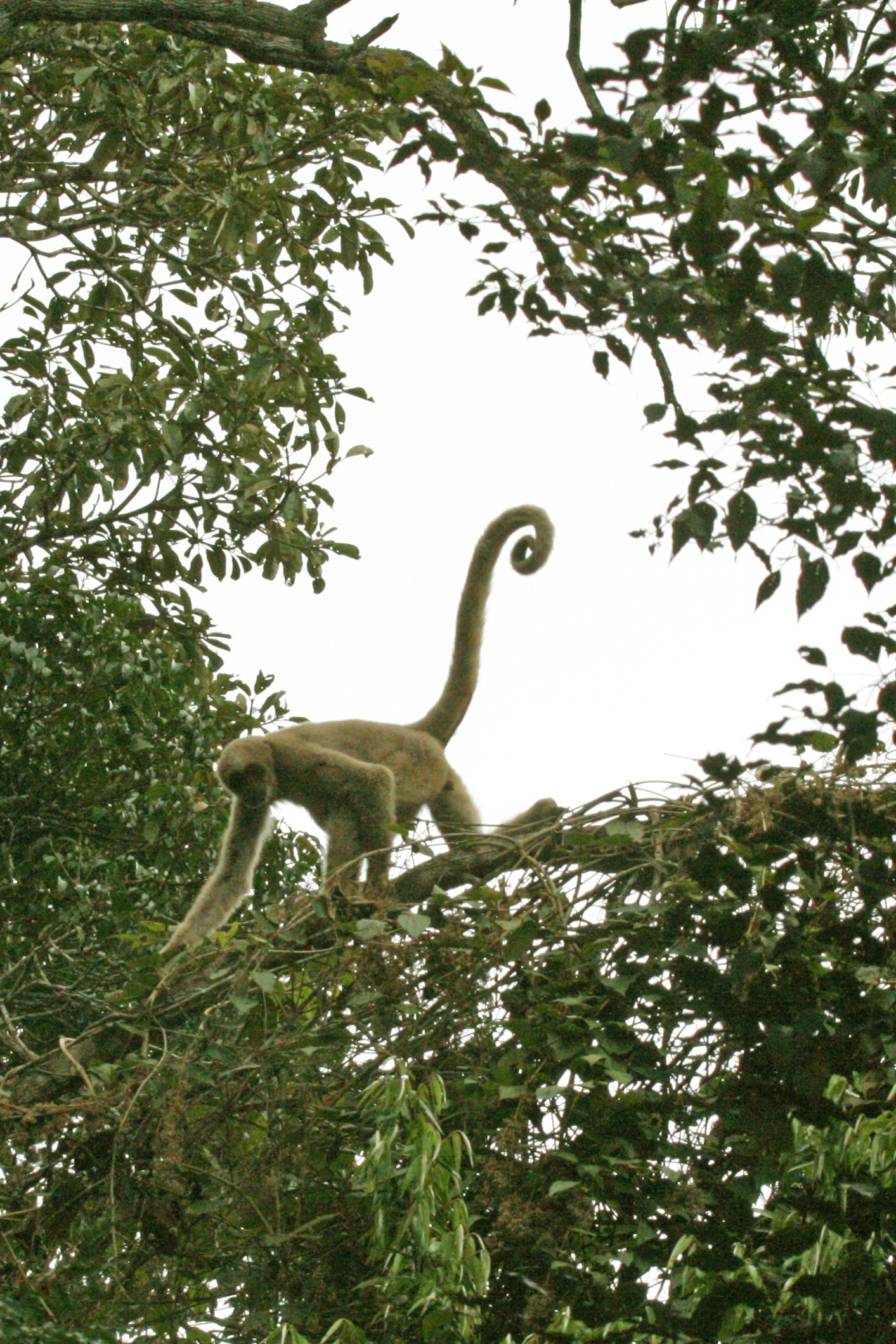
A cauda é muito longa e preênsil

As manchas brancas da face também estão presentes no escroto. Os testículos dos muriquis são muito volumosos se comparado com animais de porte semelhante, como Ateles geoffroyi, tendo em média, 952,4 milímetros cúbicos de volume. O pênis possui um báculo de 18 milímetros de comprimento, a glande é curta, em formato de funil, achatada na ponta. A superfície da glande é complexa, com vários sulcos e circunvoluções. O corpo do pênis possui o músculo bulbocavernoso é desenvolvido, sugerindo papel importante no sistema de acasalamento do muriqui.
Os muriquis possuem a capacidade de braquiação, como os macacos-aranhas, e por isso apresenta adaptações semelhantes na anatomia locomotora. Possuem cauda preênsil, muito comprida, com uma região na ponta sem pelos: essa cauda também é uma das mais compridas quando comparada aos outros macacos sul-americanos. As mãos com o polegar rudimentar e outros dedos muito longos tem relação com a locomoção braquiadora assistida pela cauda preênsil. As adaptações do gênero braquiteles lembram uma versão maior das do gênero Ateles: a escápula é posicionada dorsalmente à caixa torácica e alongada rostro-caudalmente, com a fossa glenoide apontando em direção frontal, mesmo quando os braços estão em posição de descanso. Os membros superioress são muito longos, e como no macaco-aranha, são cerca de 5% maior que os membros inferiores. Em comparação ao resto do corpo, os braços dos muriquis são cerca de 40% maiores. O úmero também é muito semelhante ao do macaco-aranha, com uma cabeça globosa.

## Conservação

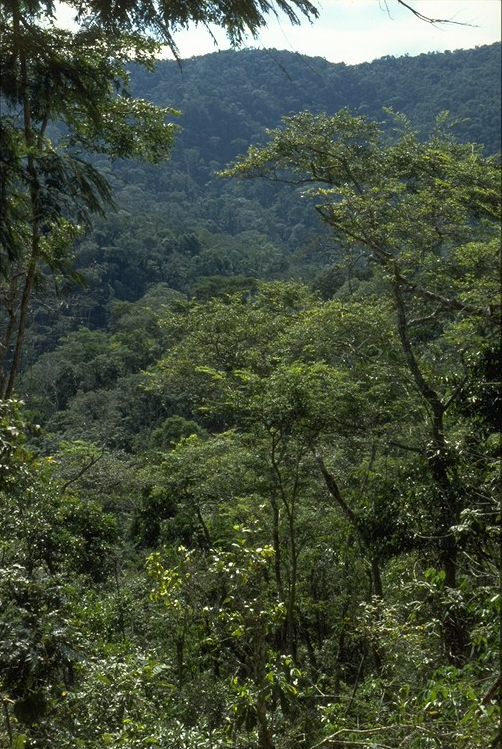
A Reserva Particular do Patrimônio Natural Feliciano Miguel Abdala possui a maior população de muriquis-do-norte

O muriqui-do-norte corre grave risco de extinção, principalmente devido à perda de habitat, e à caça, sendo listado como "criticamente em perigo" pela União Internacional para a Conservação da Natureza (UICN). Das duas espécies de muriquis é a que corre maior risco de extinção, já que seu habitat encontra-se mais fragmentado que o do muriqui-do-sul, e sua população também é menor. Esteve nas listas de 2000, 2002 e 2004 dos 25 primatas mais ameaçados do mundo. O Instituto Brasileiro do Meio Ambiente e dos Recursos Naturais Renováveis (IBAMA) também considera a espécie como "criticamente em perigo". Em 2014, foi listado como criticamente em perigo na Portaria MMA N.º 444 de 17 de dezembro de 2014; e em 2018, como criticamente em perigo no Livro Vermelho da Fauna Brasileira Ameaçada de Extinção do Instituto Chico Mendes de Conservação da Biodiversidade (ICMBio). Regionalmente, também tem seu estado de conservação considerado grave, sendo listado "criticamente perigo" também pela lista de animais ameaçados do Espírito Santo (2005). Na lista de espécies ameaçadas de Minas Gerais (2010) é considerado "em perigo" e na Lista Oficial das Espécies da Fauna Ameaçadas de Extinção do Estado da Bahia (2017) aparece como "criticamente em perigo". No Rio de Janeiro, existe uma população muito reduzida de 50 indivíduos no Parque Nacional de Itatiaia (19) e na Bahia, parece ocorrer apenas sete indivíduos na região do Alto Cariri. A última estimativa da população dessa espécie de muriqui mostra que devam existir mais de 850 indivíduos na natureza, a maior parte deles no estado de Minas Gerais, ocorrendo as maiores populações na Reserva Particular do Patrimônio Natural Feliciano Miguel Abdala (com 226 indivíduos), no Parque Estadual do Rio Doce (124 indivíduos) e no Parque Estadual Serra do Brigadeiro (226 indivíduos). A maior população fora de Minas Gerais está no Espírito Santo, em Santa Maria de Jetibá, onde vivem 84 indivíduos. Essa estimativa tem números maiores das que foram feitas em anos anteriores, principalmente por conta da descoberta de novas populações, antes desconhecidas. Deve-se ressaltar que nenhuma das populações conhecidas excedem 500 indivíduos, o que dá poucas perspectivas de sobrevivência a longo prazo delas. Tais populações acabam se tornando vulneráveis a eventos estocásticos, como catástrofes, e à depressão de consanguinidade.
A caça constitui um dos maiores problemas, mesmo em áreas protegidas, e é possível que as populações do sul da Bahia tenham se extinguido, apesar de haver consideráveis porções de floresta, por conta dessa atividade. A fragmentação do habitat faz com que a caça elimine rapidamente as já pequenas populações remanescentes da espécie. De fato, o maior problema na conservação do muriqui-do-norte é a alta fragmentação do habitat, que está reduzido a menos de 5% de sua área original. Nesta paisagem fragmentada, estima-se que para que haja populações relativamente isoladas geneticamente viáveis, elas devem conter no mínimo 700 indivíduos, em florestas de pelo menos 11 570 hectares. Mas, das 42 unidades de conservação da Mata Atlântica que estão na área de distribuição do muriqui-do-norte, apenas cinco contém populações viáveis por mais de 50 gerações. Além disso, deve-se salientar, que a maior parte das áreas protegidas também são pequenas demais, tendo, na maioria das vezes, menos de 10 mil hectares. Apesar desses problemas, a rede de unidades de conservação, se bem manejada e integrada, é o suficiente para evitar a extinção da espécie.
Em algumas localidades, observou-se o aumento do número de indivíduos, desde o início das pesquisas de ecologia e comportamento dos muriquis, como observado em Minas Gerais. Na Reserva Particular do Patrimônio Natural Feliciano Miguel Abdala, um dos principais locais de estudo do muriqui-do-norte e também o que possui a maior população conhecida, ela cresceu de 60 indivíduos, na década de 1980 para quase 300, em cerca de 30 anos. A área é demasiado pequena, e parece já ter chegado à sua capacidade de suporte, o que mostra que é necessário expandir a área da reserva e de florestas. Por isso, a concretização de um corredor ecológico entre essa unidade de conservação e outra, a Reserva Particular do Patrimônio Natural Estação Biológica da Mata do Sossego, é preponderante na viabilidade dessas populações de muriquis-do-norte.
Poucos animais existem em cativeiro, e no passado, não houve o interesse em realizar um programa eficiente de reprodução, e apenas o Centro de Primatologia do Rio de Janeiro conseguiu esse feito.